# Peep!
Peep! war eine Erotiksendung im deutschen Fernsehen und wurde von 1995 bis 2000 auf dem Sender RTL II ausgestrahlt. Die Erstausstrahlung war am 7. Mai 1995. Neben prominenten Moderatorinnen bot Peep! Beiträge rund um Liebe, Lust und Leidenschaft sowie Erotik-Talks mit prominenten Gästen. Zum 25-jährigen Jubiläum zeigte RTL II am 31. August 2020 zwanzig Jahre nach der letzten Ausstrahlung eine einmalige, neu produzierte Folge.

## Geschichte
Zunächst moderierte Amanda Lear die Show. Die international bekannte Disco-Sängerin und Moderatorin fiel dem deutschen Fernsehpublikum schnell durch ihren französischen Akzent und ihre exzentrische Art auf. Nachdem Lears Jahresvertrag ausgelaufen war, übernahm die damals noch relativ unbekannte Verona Feldbusch die Show. Aufgrund der damaligen Presseskandale, die Feldbuschs Scheidung von Dieter Bohlen begleiteten, erlangte auch die Show immer größere Bekanntheit.
Nachdem Feldbusch bei einer handgreiflichen Auseinandersetzung mit Bohlen verletzt worden war, setzte sie für einen Monat aus. Vier Sendungen lang übernahm Saskia Valencia die Moderation. Nach ihrer Genesung moderierte wieder Feldbusch die Show.
Besonderes Merkmal waren Feldbuschs unzählige Versprecher, welche in Comedyshows wie RTL Samstag Nacht, Switch und Kalkofes Mattscheibe parodiert wurden. In ihrer Moderation wurde Feldbusch von zwei Assistenten unterstützt. Der leicht bekleidete Kellner Marko servierte Verona und ihren prominenten Gästen Cocktails, während Annina, ebenfalls leicht bekleidet, vor den Werbepausen Schilder mit erotisch-scherzhaften Aufschriften in Catwalk-Manier durch das Studio trug. Ein wiederkehrendes Element waren Multiple-Choice-Fragen vor und nach jeder Werbepause, die die ehemalige Pornodarstellerin Dolly Buster mit den Antwortmöglichkeiten A, B oder C stellte und dadurch die Spitze ihres Bekanntheitsgrades erlangte.
Nachdem Feldbusch 1999 gegenüber der Presse geäußert hatte, sie wolle Peep! verlassen, da die Beiträge immer pornografischer geworden seien, löste RTL II den Vertrag mit ihr auf.
Im Anschluss moderierte Verena Araghi die Show. Das Studio wurde komplett neu dekoriert, auch Dolly Buster war nicht mehr dabei. Zuvor sickerten Gerüchte über Verhandlungen mit Nadja Abd el Farrag durch. Zur damaligen Zeit erregte das Interesse, da Abd el Farrag Dieter Bohlens aktuelle Lebensgefährtin war. Verena Araghi gab die Show nach nur zehn Ausgaben an sie ab.
Bereits nach der ersten Sendung machte Abd el Farrag negativ von sich reden. Sie führte ein Interview mit einer Gummipuppe des damaligen Bundeskanzlers Gerhard Schröder (gesprochen von Elmar Brandt), in welchem zahlreiche schlüpfrige Aussagen fielen. Schröder schrieb daraufhin empört einen Brief an RTL II, drohte sogar mit einer Klage. Abd el Farrag distanzierte sich von dem Interview und sagte, sie habe nur die vorformulierten Fragen abgelesen, die ihr kurz vor Beginn der Sendung gegeben wurden.
Die Sendung hatte bei durchschnittlich 1,6 Millionen Zuschauern einen Marktanteil von 9,6 Prozent und lag deutlich über dem Senderschnitt von RTL II.
Im Jahr 2004 wurden Wiederholungen auf Tele 5 ausgestrahlt.
Zum 25-jährigen Jubiläum gab es zwanzig Jahre nach der letzten Ausstrahlung eine einmalig neue Folge der Erotiksendung, die am 31. August 2020 auf RTL II ausgestrahlt wurde. Als Moderatorin fungierte dabei Bonnie Strange. Dolly Buster, Jenny Elvers und Olivia Jones wurden von Strange im Studio interviewt. Anders als in den vergangenen Ausgaben der Sendung stand dabei die Unterhaltung und nicht der „Unterricht“ im Vordergrund. Produziert wurde die Neuauflage von Vice Media in Zusammenarbeit mit RTL II.

## Moderatorinnen
- 1995–1996: Amanda Lear
- 1996–1999: Verona Feldbusch
- 1997: Saskia Valencia
- 1999: Verena Araghi
- 1999–2000: Nadja Abd el Farrag
- 2020: Bonnie Strange

## Preise
- 1998: Venus Award
- 1999: ITVA-Award in Bronze (für den Vorspann mit Verena Araghi)
- 2000: Venus Award